# Konrad Clemm
Konrad Joseph Clemm (* 6. November 1854 in Mannheim; † 11. März 1930 in Lahr; evangelisch) war ein seit 1882 im badischen Staatsdienst stehender Jurist und Landeskommissär, der 1919 in den Ruhestand versetzt wurde.

## Familie
Konrad Clemm war der Sohn von Carl Clemm-Lenning (* 1818; † 26. März 1887 in Heidelberg), der als Chemiefabrikant tätig war und die amerikanische Staatsbürgerschaft innehatte. Seine Mutter war Anna Ottilie, geborene Lenning (* 1828; † Mai 1901). 
Konrad Clemm heiratete am 14. Mai 1887 Luise, geborene Hartweg (* 3. Dezember 1865 in Pforzheim; † 10. Oktober 1903). Sie war die Tochter des Forstmeisters Eduard Hartweg. In zweiter Ehe war er seit dem 15. Dezember 1928 verheiratet mit Antonie (Toni), geborene Bräuninger (* 1866 in Sindelfingen). Aus erster Ehe entstammen zwei Kinder: Kurt Karl Eduard (* 13. September 1888) und Ludwig Erhard (* 9. August 1889).

## Werdegang

### Ausbildung
Konrad Clemm besuchte ab Herbst 1868 das Gymnasium in Heidelberg, wo er im September 1874 das Abitur ablegte. Ab dem Wintersemester 1874/75 studierte er Rechtswissenschaften an der Universität Heidelberg, vom Sommersemester 1875 bis zum Wintersemester 1875/76 an der Universität Leipzig, im Sommersemester 1876 an der Universität Straßburg und dann wieder ab dem Wintersemester 1876/77 in Heidelberg, wo 1879 sein Studium mit der Promotion zum Dr. iur. mit magna cum laude abschloss. 
Ab dem 9. Juni 1879 wurde er Volontär beim Amtsgericht Heidelberg und danach ab dem 1. März bis Oktober 1880 im Sekretariat des Landgerichts Mannheim. Weitere Stationen seiner Ausbildung waren das Bezirksamt Heidelberg, das Amtsgericht Wertheim und das Bezirksamt Konstanz. Clemm erwarb am 30. Juli 1878 als amerikanischer Staatsbürger die badische Staatsangehörigkeit.

### Laufbahn
Am 3. Juli 1882 begann Clemm als Referendar beim Bezirksamt Buchen. Ab dem 10. Februar 1883 war er als Dienstverweser beim Bezirksamt Adelsheim tätig, als Gehilfe ab dem 2. Mai 1883 beim Bezirksamt Lörrach, als Dienstverweser ab dem 27. Juni 1883 beim Bezirksamt Schopfheim und ab dem 5. November 1883 wiederum als Gehilfe beim Bezirksamt Überlingen. 
Am 9. April 1884 übernahm Clemm das Amt des Dienstverwesers beim Bezirksamt Schopfheim und ab dem 10. September 1884 war er beim Bezirksamt Bonndorf tätig. Ab dem 5. November 1884 diente er als Gehilfe im Sekretariat des Verwaltungsgerichtshofs in Karlsruhe und ab dem 20. Oktober 1885 als Amtmann beim Bezirksamt Pforzheim. Im Jahr 1886 nahm er sich drei Monate Urlaub, um England und Nordamerika zu bereisen. Ab dem 3. März 1890 arbeitete er in der Position des Oberamtmanns und Amtsvorstands beim Bezirksamt St. Blasien. Im Frühjahr nahm Clemm sich zwei Monate Urlaub: Dieses Mal führte ihn seine Reise nach Sardinien und Sizilien. 
Ab dem 14. Oktober 1895 war Clemm Amtsvorstand beim Bezirksamt Wertheim und ab dem 18. September 1898 beim Bezirksamt Bretten. Dort wurde er am 11. April 1902 zum Geheimen Regierungsrat ernannt. Ab dem 17. Juli 1902 diente er des Weiteren als Amtsvorstand beim Bezirksamt Lahr und ab dem 21. März 1908 beim Bezirksamt Mannheim. Am 14. November 1913 wurde er Geheimer Oberregierungsrat und vortragender Rat im Ministerium des Innern sowie Landeskommissär für die Kreise Mannheim, Heidelberg und Mosbach mit Sitz in Mannheim. 
Auf eigenen Wunsch wurde Clemm am 15. August 1919 in den Ruhestand versetzt.

### Nebentätigkeiten
Als Nebentätigkeit arbeitete Clemm ab dem 18. Mai 1908 bis zum 22. Januar 1914 als Hoftheaterkommissär in Mannheim. Vom 13. Januar 1914 bis zum 30. August 1919 war er als Staatskommissär an der Börse in Mannheim tätig und nach 1919 übernahm er das Amt des Vorsitzenden des badischen Blindenvereins und des badischen Fürsorgevereins für bildungsfähige Krüppel.

## Auszeichnungen
- 1894: Ritterkreuz I. Klasse des Ordens vom Zähringer Löwen
- 1899: Preußischer Kronen-Orden III. Klasse
- 1902: Badische Jubiläumsmedaille
- 1905: Ritterkreuz 1. Klasse mit Eichenlaub des Zähringer Löwen-Ordens
- 1910: Ritter des Ordens Berthold des Ersten
- 1913: Friedrich-Luisen-Medaille
- 1916: Badisches Kriegsverdienstkreuz
- 1917: Medaille vom Roten Halbmond in Silber vom türkischen Sultan
- 1917: k. u. k. österreichisches Kriegskreuz für Zivildienste II. Klasse
- 1917: Preußisches Verdienstkreuz für Kriegshilfe